# 元町貝塚

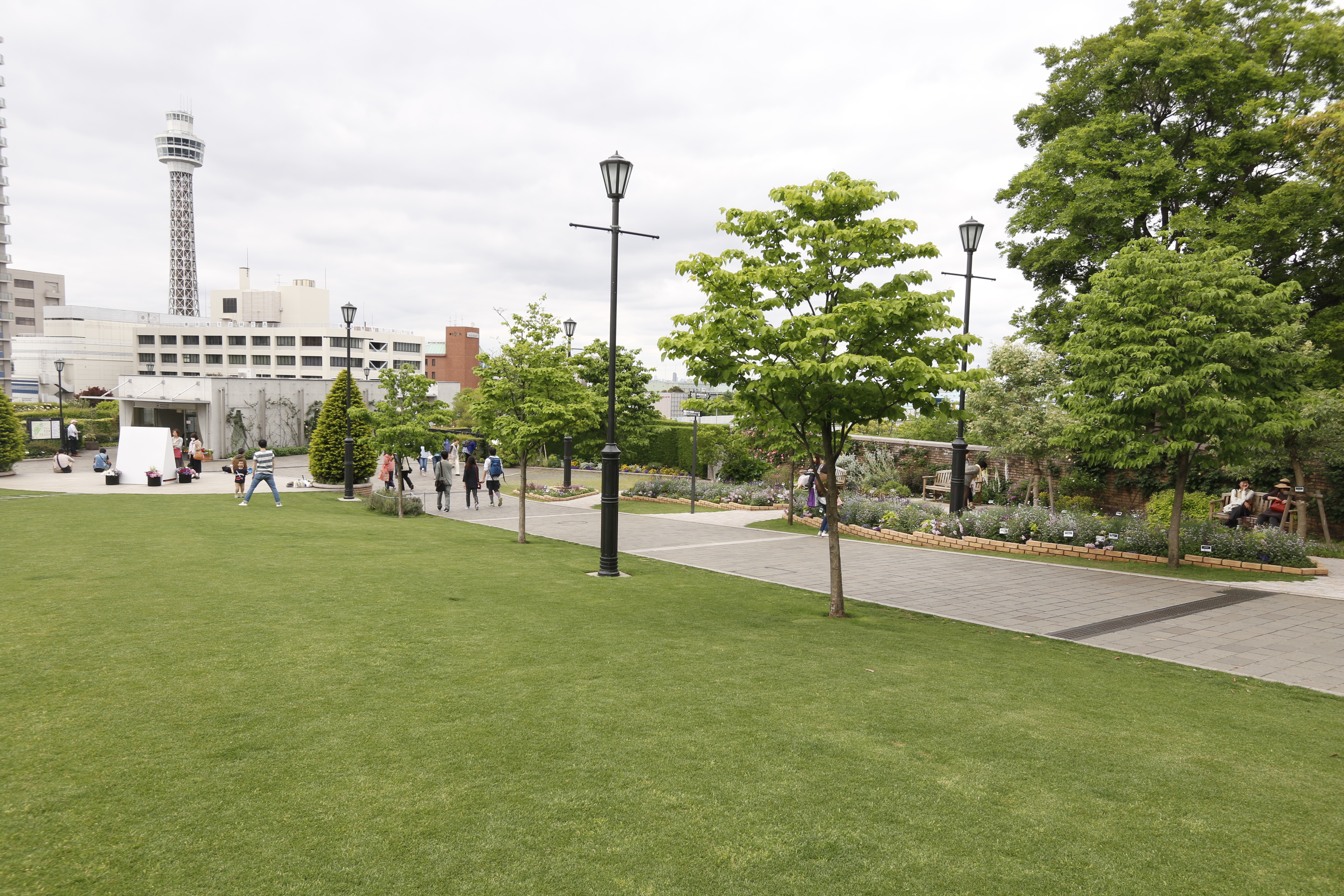
貝塚のあるアメリカ山公園

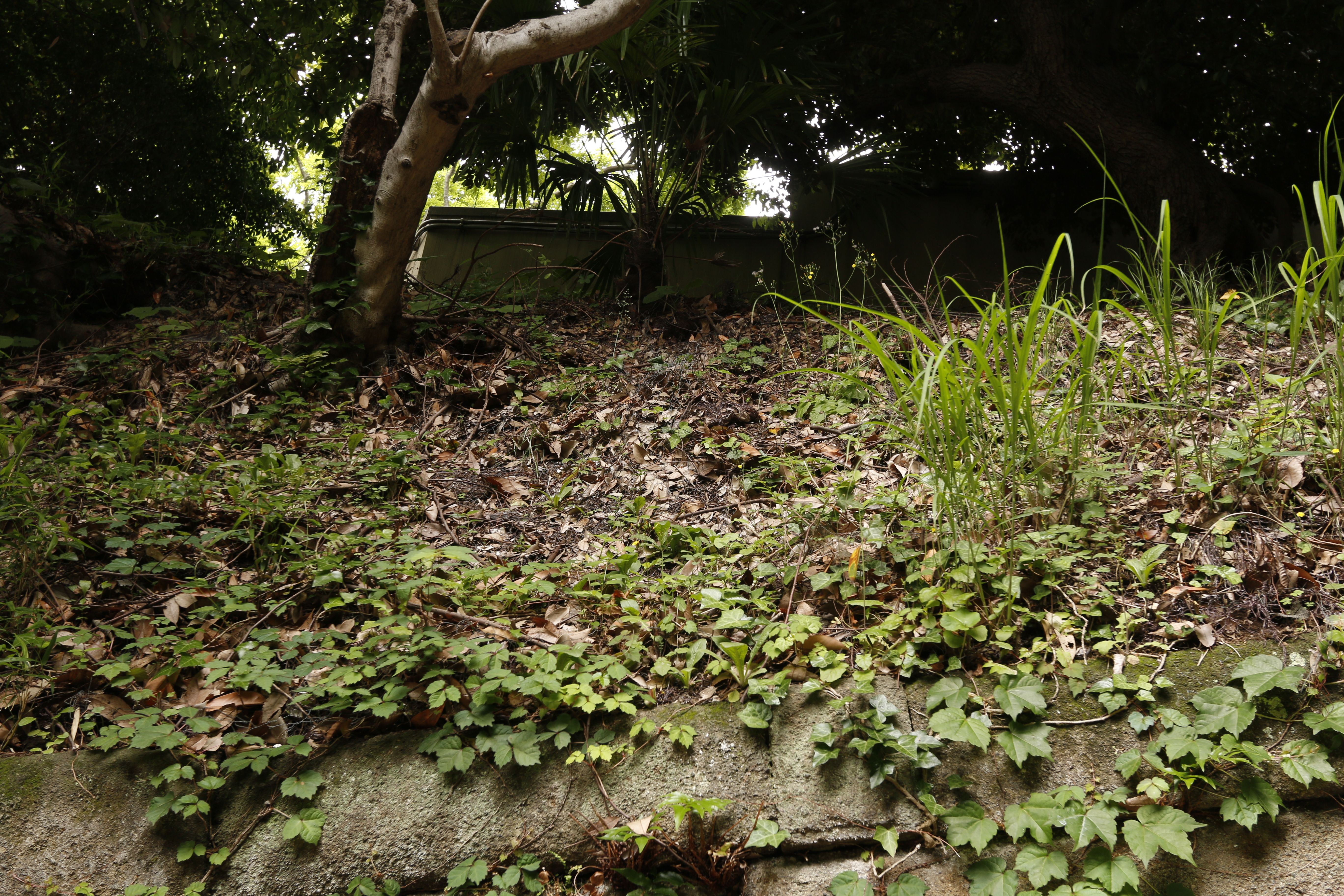
公園南西斜面の貝殻散布状況

元町貝塚（もとまちかいづか）は、神奈川県横浜市中区山手町97のアメリカ山公園地下にある縄文時代中期の貝塚。横浜市指定史跡に指定されている。

## 概要
市の中心街である大岡川低地の南に位置する台地のアメリカ山公園一帯がその範囲である。
古くからその存在は知られていたが、アメリカ山公園の整備工事に先立ち、2006年（平成18年）1月27日 - 3月31日に横浜市ふるさと歴史財団の埋蔵文化財センターが発掘調査を行い、もともと知られていた貝層とは別の、新たな貝層を発見した。
2013年（平成25年）11月15日に横浜市指定史跡となった。公園内に小さな説明プレートがある。